# Сорока, Игорь Николаевич
Игорь Николаевич Сорока (укр. Ігор Миколайович Сорока; род. 9 апреля 1986 года) - украинский пловец в ластах. Заслуженный мастер спорта Украины.

## Карьера
Тренируется в киевской СДЮСТШ у Е.А. Яковлева.
Четырёхкратный чемпион мира по подводному плаванию. Многократный призёр чемпионатов мира, Европы и Украины.
Победитель и трёхкратный призёр Всемирных игр.

## Награды
- Орден «За заслуги» III степени (7 декабря 2009 года)[1].